# Блакитнар золотоголовий
Блакитна́р золотоголовий (Iridosornis rufivertex) — вид горобцеподібних птахів родини саякових (Thraupidae). Мешкає в Андах.

## Опис

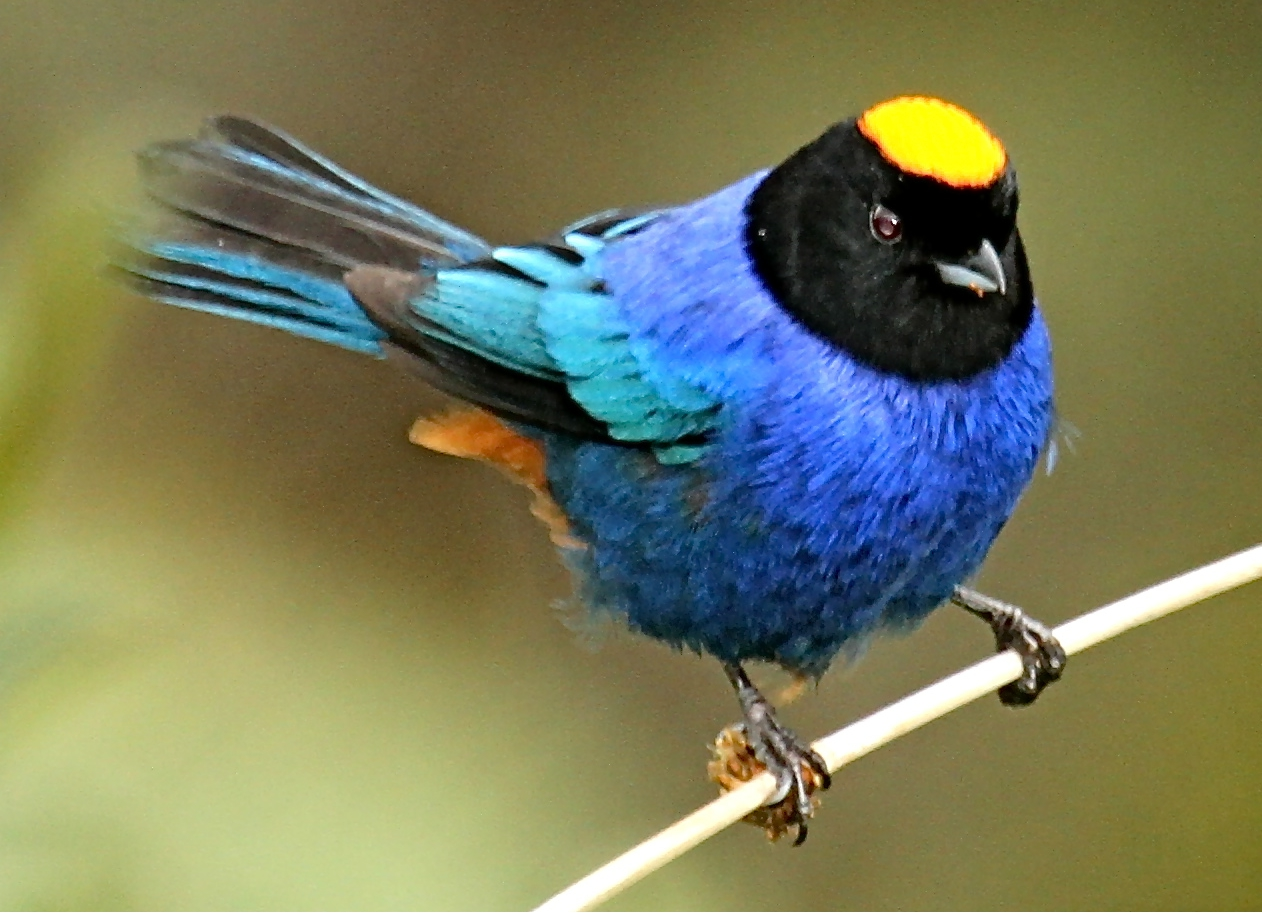
Золотоголовий блакитнар

Довжина птаха становить 15 см, вага 18-28 г. Голова, шия і горло чорні, решта тіла переважно синя. На тімені золотисто-жовта пляма, гузка руда. Махові і стернові пера чорні.

## Підвиди
Виділяють чотири підвиди:
- I. r. rufivertex (Lafresnaye, 1842) — Анди на крайньому заході Венесуели (Тачира), Східний хребет Анд в Колумбії, Еквадорі і на крайній півночі Перу (Кахамарка);
- I. r. caeruleoventris Chapman, 1915 — Західний і Центральний хребти Колумбійських Анд на північному заході країни;
- I. r. ignicapillus Chapman, 1915 — Західний і Центральні хребти Колумбійських Анд на південному заході країни;
- I. r. subsimilis Zimmer, JT, 1944 — Західні схили Еквадорських Анд.

## Поширення і екологія
Золотоголові блакитнарі мешкають у Венесуелі, Колумбії, Еквадорі і Перу. Вони живуть в нижньому ярусі вологих гірських тропічних лісів та на узліссях. Зустрічаються на висоті від 2500 до 3500 м над рівнем моря.